# Świnicka Szczerbina Wyżnia
Świnicka Szczerbina Wyżnia (niem. Obere Seealmkerbe, słow. Vyšná svinicová štrbina, węg. Felső-Svinica-oromrés) – przełączka na wysokości 2295 m n.p.m. we wschodniej grani Świnicy między głównym, zwornikowym, tzw. „turystycznym” wierzchołkiem Świnicy a Świnicką Kopą w Tatrach Wysokich. Przebiega przez nią szlak turystyczny. Spod sąsiedniej Świnickiej Szczerbiny Niżniej, spomiędzy obydwu wierzchołków Świnicy opada do Doliny Walentkowej żleb zwany Żlebem Blatona, przejście przez niego ubezpieczone jest łańcuchem, potem ścieżka prowadzi przez wcięcie skalne zwane Wrótkami.

## Szlaki turystyczne
– czerwony szlak turystyczny z Czerwonych Wierchów i Kasprowego Wierchu przez Liliowe i Świnicką Przełęcz na szczyt Świnicy, a stąd dalej na Zawrat, gdzie rozpoczyna się Orla Perć.
- Czas przejścia z Kasprowego Wierchu na Świnicę: 1:40 h, ↓ 1:20 h
- Czas przejścia ze Świnicy na Zawrat: 45 min, ↑ 50 min.

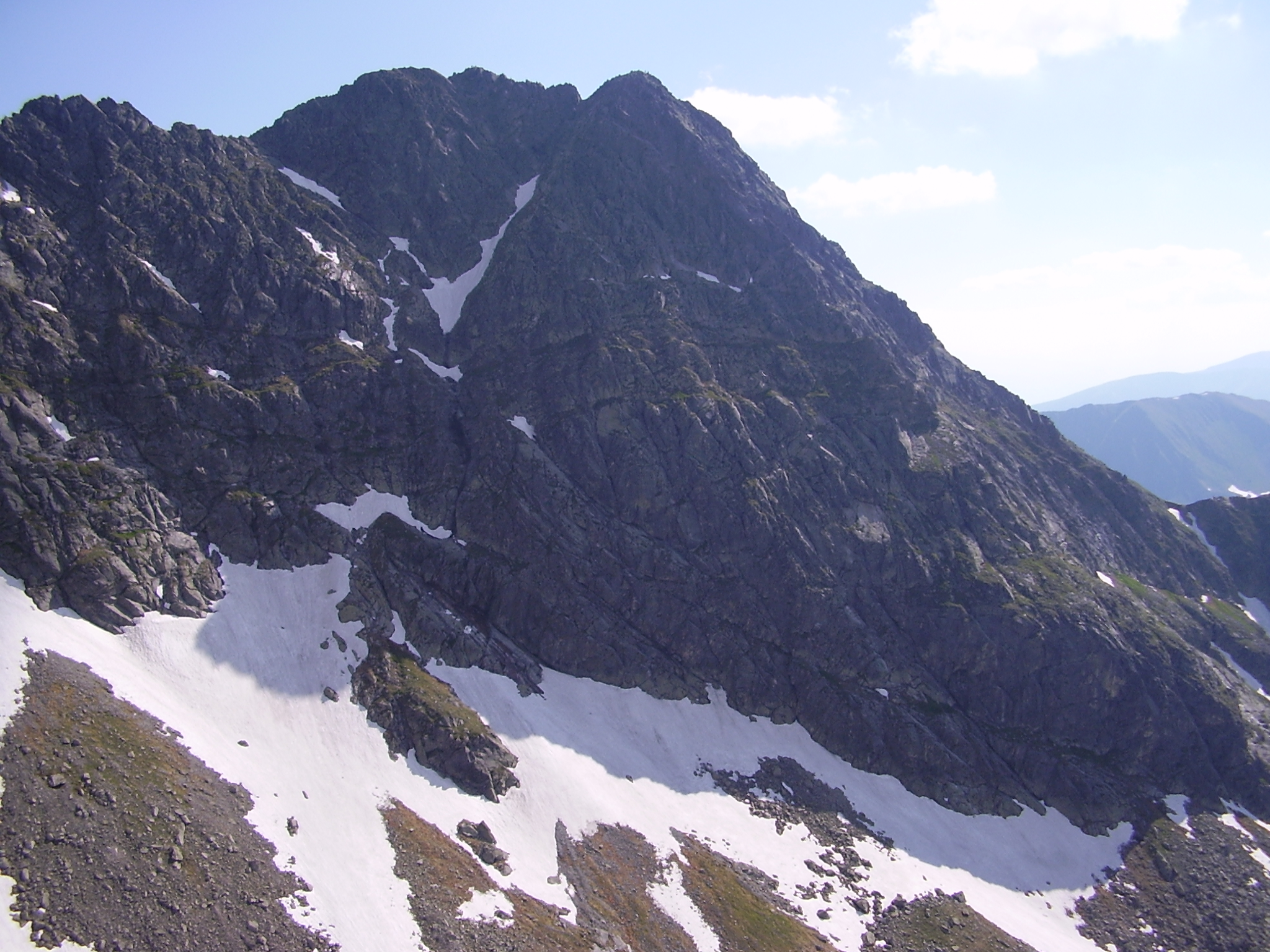
Świnicka Szczerbina Wyżnia widoczna jako druga przełączka od lewej